# ボストン海軍工廠
ボストン海軍工廠（Boston Navy Yard, ボストンかいぐんこうしょう）は、アメリカ合衆国のマサチューセッツ州ボストンにあった海軍工廠。1800年にチャールズタウン海軍工廠 (Charlestown Navy Yard) として開設された。これはアメリカの海軍工廠のうちで最も古いものの一つである。なお、名称は1945年にボストン海軍工廠に変更され、1967年以降はボストン海軍造船所 (Boston Naval Shipyard) とよばれた。南北戦争の際などに何度か拡張工事が行われている。
1974年7月1日に閉鎖され、30-エーカー (120,000 m2) に及ぶ敷地は現在ボストン国立歴史公園の一部として国立公園局が管理している。同工廠は閉鎖までに200隻以上の艦船を建造しており、第二次世界大戦中は護衛駆逐艦の建造を行っていた。
なお、アメリカ海軍で最古の現役艦艇である帆船コンスティチューション (USS Constitution) はボストンを母港としている。そのために現在でも、コンスティチューションの整備用にドックなど一部施設は稼動可能な状態にある。また、第二次世界大戦期の駆逐艦カッシン・ヤング (USS Cassin Young, DD-793) も博物館船として係留されている。地区の住民および国立公園局では現在でもチャールズタウン海軍工廠の呼称を使うことが多い。

## 歴史
チャールズタウンにおける艦艇建造は独立戦争の頃に始められた。チャールズタウン海軍工廠の敷地は1800年に購入され、間もなく開設された。同工廠はアメリカ海軍初の戦列艦であるインディペンデンス (USS Independence) を建造したが、1890年代まで修理および停泊所として使用された。その後工廠では「新海軍」のための鋼製艦艇の建造を始め、名称もボストン海軍工廠と改められた。
1833年6月24日、マーティン・ヴァン・ビューレン副大統領、ルイス・カス陸軍長官、リーヴァイ・ウッドベリー海軍長官を含む多くの高官およびマサチューセッツ州の職員たちが臨席し、著名な土木技師であるロアミ・ボールドウィンが設計したニューイングランドにおける最初の海軍乾ドックにおいて、コンスティチューション (USS Constitution) が就役した。これは「アメリカ海軍史上における素晴らしい出来事」の1つであった。1975年3月14日、コンスティチューションは同工廠を使用する最後の艦としてドックから出渠した。
ロープ製造所は1837年の開設時から工廠が閉鎖された1975年まで海軍用の綱を製造、供給した。南北戦争後、工廠は装備補給設備に格下げされた。
1890年代に海軍は拡大を始め、工廠は新たな時代に入った。20世紀に入ると2番目の乾ドックが建造された。
第二次世界大戦中にはドイツ国防軍による損傷を受けたイギリス海軍艦艇の修理を行った。1941年9月27日、リバティ・フリート・デーにコーウィー (USS Cowie, DD-632) とナイト (USS Knight, DD-633) が同工廠で進水した。
大戦後は艦隊近代化計画 (FRAM) に基づき艦艇の近代化に従事する。朝鮮戦争およびベトナム戦争では大規模な海戦が無かったため、工廠の作業が増えることはなかった。

## 建造された主な艦艇
- 1935 — ケース (USS Case, DD-370) - (マハン級駆逐艦)[5] 真珠湾攻撃 - マリアナ沖海戦
- 1935 — カニンガム (USS Conyngham, DD-371) - (マハン級駆逐艦)[5] 真珠湾攻撃 - ミッドウェー海戦 - 南太平洋海戦 - クロスロード作戦
- 1936 — マグフォード (USS Mugford, DD-389) - (バッグレイ級駆逐艦)[6] 真珠湾攻撃
- 1936 — ラルフ・タルボット (USS Ralph Talbot, DD-390) - (バッグレイ級駆逐艦)[6] 真珠湾攻撃 - 第一次ソロモン海戦 - コロンバンガラ島沖海戦 - レイテ沖海戦 - クロスロード作戦
- 1938 — メイラント (USS Mayrant, DD-402) - (ベンハム級駆逐艦)[6] カサブランカ沖海戦 - クロスロード作戦
- 1938 — トリップ (USS Trippe, DD-403) - (ベンハム級駆逐艦)[6] ハスキー作戦 - アヴァランチ作戦 - クロスロード作戦
- 1939 — ウォーク (USS Walke, DD-416) - (シムス級駆逐艦)[7] 第三次ソロモン海戦
- 1939 — マディソン (USS Madison, DD-425) - (ベンソン級駆逐艦)[7] 大西洋の戦い - ドラグーン作戦
- 1939 — ランズデール (USS Lansdale, DD-426) - (ベンソン級駆逐艦)[7] 大西洋の戦い
- 1940 — ウィルクス (USS Wilkes, DD-441) - (グリーブス級駆逐艦)[8] カサブランカ沖海戦
- 1940 — ニコルソン (USS Nicholson, DD-442) - (グリーブス級駆逐艦)[8] アヴァランチ作戦 - レイテ沖海戦
- 1941 — フォレスト (USS Forrest, DD-461) - (グリーブス級駆逐艦)[8] トーチ作戦 - ノルマンディー上陸作戦 - ドラグーン作戦 - 沖縄戦
- 1941 — フィッチ (USS Fitch, DD-462) - (グリーブス級駆逐艦)[8] トーチ作戦 - ノルマンディー上陸作戦 - ドラグーン作戦
- 1941 — コーウィー (USS Cowie, DD-632) - (グリーブス級駆逐艦)[9] トーチ作戦 - ハスキー作戦
- 1941 — ナイト (USS Knight, DD-633) - (グリーブス級駆逐艦)[9] トーチ作戦 - ハスキー作戦 - アヴァランチ作戦
- 1941 — ドラン (USS Doran, DD-634) - (グリーブス級駆逐艦)[9] トーチ作戦 - ハスキー作戦
- 1941 — アール (USS Earle, DD-635) - (グリーブス級駆逐艦)[9] ハスキー作戦
- 1942 — ゲスト (USS Guest, DD-472) - (フレッチャー級駆逐艦)[9] マリアナ沖海戦 - 硫黄島の戦い - 沖縄戦
- 1942 — ベネット (USS Bennett, DD-473) - (フレッチャー級駆逐艦)[9] 硫黄島の戦い - 沖縄戦
- 1942 — ハドソン (USS Hudson, DD-475) - (フレッチャー級駆逐艦)[9] マリアナ沖海戦 - 硫黄島の戦い - 沖縄戦
- 1942 — ハッチンス (USS Hutchins, DD-476) - (フレッチャー級駆逐艦)[9] レイテ沖海戦 - 硫黄島の戦い - 沖縄戦
- 1942 — コナー (USS Conner, DD-582) - (フレッチャー級駆逐艦)[10] マリアナ沖海戦 - レイテ沖海戦
- 1942 — ホール (USS Hall, DD-583) - (フレッチャー級駆逐艦)[10] フィリピンの戦い - 硫黄島の戦い - 沖縄戦
- 1943 — ハラデン (USS Haraden, DD-585) - (フレッチャー級駆逐艦)[10] フィリピンの戦い
- 1943 — ベニオン (USS Bennion, DD-662) - (フレッチャー級駆逐艦)[11] レイテ島の戦い - 硫黄島の戦い - 沖縄戦
- 1942 — エヴァーツ (USS Evarts, DE-5) - (エヴァーツ級護衛駆逐艦)[12]
- 1942 — ワイフェルズ (USS Wyffels, DE-6) - (エヴァーツ級護衛駆逐艦)[12]
- 1943 — グリスォルド (USS Griswold, DE-7) - (エヴァーツ級護衛駆逐艦)[12]
- 1943 — スティーレ (USS Steele, DE-8) - (エヴァーツ級護衛駆逐艦)[12]
- 1943 — カールソン (USS Carlson, DE-9) - (エヴァーツ級護衛駆逐艦)[12]
- 1943 — ベバス (USS Bebas, DE-10) - (エヴァーツ級護衛駆逐艦)[13]
- 1943 — クロウター (USS Crouter, DE-11) - (エヴァーツ級護衛駆逐艦)[13]
- 1943 — セイド (USS Seid, DE-256) - (エヴァーツ級護衛駆逐艦)[13]
- 1943 — スマート (USS Smartt, DE-257) - (エヴァーツ級護衛駆逐艦)[13]
- 1943 — ウォルター・S・ブラウン (USS Walter S. Brown, DE-258) - (エヴァーツ級護衛駆逐艦)[13]
- 1943 — ウィリアム・C・ミラー (USS William C. Miller, DE-259) - (エヴァーツ級護衛駆逐艦)[13]
- 1943 — カバナ (USS Cabana, DE-260) - (エヴァーツ級護衛駆逐艦)[13]
- 1943 — ディオンヌ (USS Dionne, DE-261) - (エヴァーツ級護衛駆逐艦)[13]
- 1943 — キャンフィールド (USS Canfield, DE-262) - (エヴァーツ級護衛駆逐艦)[14]
- 1943 — ディード (USS Deede, DE-263) - (エヴァーツ級護衛駆逐艦)[14]
- 1943 — エルデン (USS Elden, DE-264) - (エヴァーツ級護衛駆逐艦)[14]
- 1943 — クラウズ (USS Cloues, DE-265) - (エヴァーツ級護衛駆逐艦)[14]
- 1943 — オトール (USS O'Toole, DE-527) - (エヴァーツ級護衛駆逐艦)[14]
- 1943 — ジョン・J・パワーズ (USS John J. Powers, DE-528) - (エヴァーツ級護衛駆逐艦)[14]
- 1943 — ジョン・M・バーミンガム (USS John M. Bermingham, DE-530) - (エヴァーツ級護衛駆逐艦)[14]
- 1943 — エドワード・H・アレン (USS Edward H. Allen, DE-531) - (ジョン・C・バトラー級護衛駆逐艦)[15]
- 1943 — トゥィーディー (USS Tweedy, DE-532) - (ジョン・C・バトラー級護衛駆逐艦)[15]
- 1943 — ハワード・F・クラーク (USS Howard F. Clark, DE-533) - (ジョン・C・バトラー級護衛駆逐艦)[15]
- 1943 — シルヴァースタイン (USS Silverstein, DE-534) - (ジョン・C・バトラー級護衛駆逐艦)[15]
- 1943 — ルイス (USS Lewis, DE-535) - (ジョン・C・バトラー級護衛駆逐艦)[15]
- 1943 — ビヴィン (USS Bivin, DE-536) - (ジョン・C・バトラー級護衛駆逐艦)[15]
- 1943 — リッジ (USS Rizzi, DE-537) - (ジョン・C・バトラー級護衛駆逐艦)[15]
- 1943 — オスバーグ (USS Osberg, DE-538) - (ジョン・C・バトラー級護衛駆逐艦)[15]
- 1955 — ワグナー (USS Wagner, DER-539) - (ジョン・C・バトラー級護衛駆逐艦)[15]
- 1955 — ヴァンディヴィアー (USS Vandivier, DER-540) - (ジョン・C・バトラー級護衛駆逐艦)[15]

## 現在

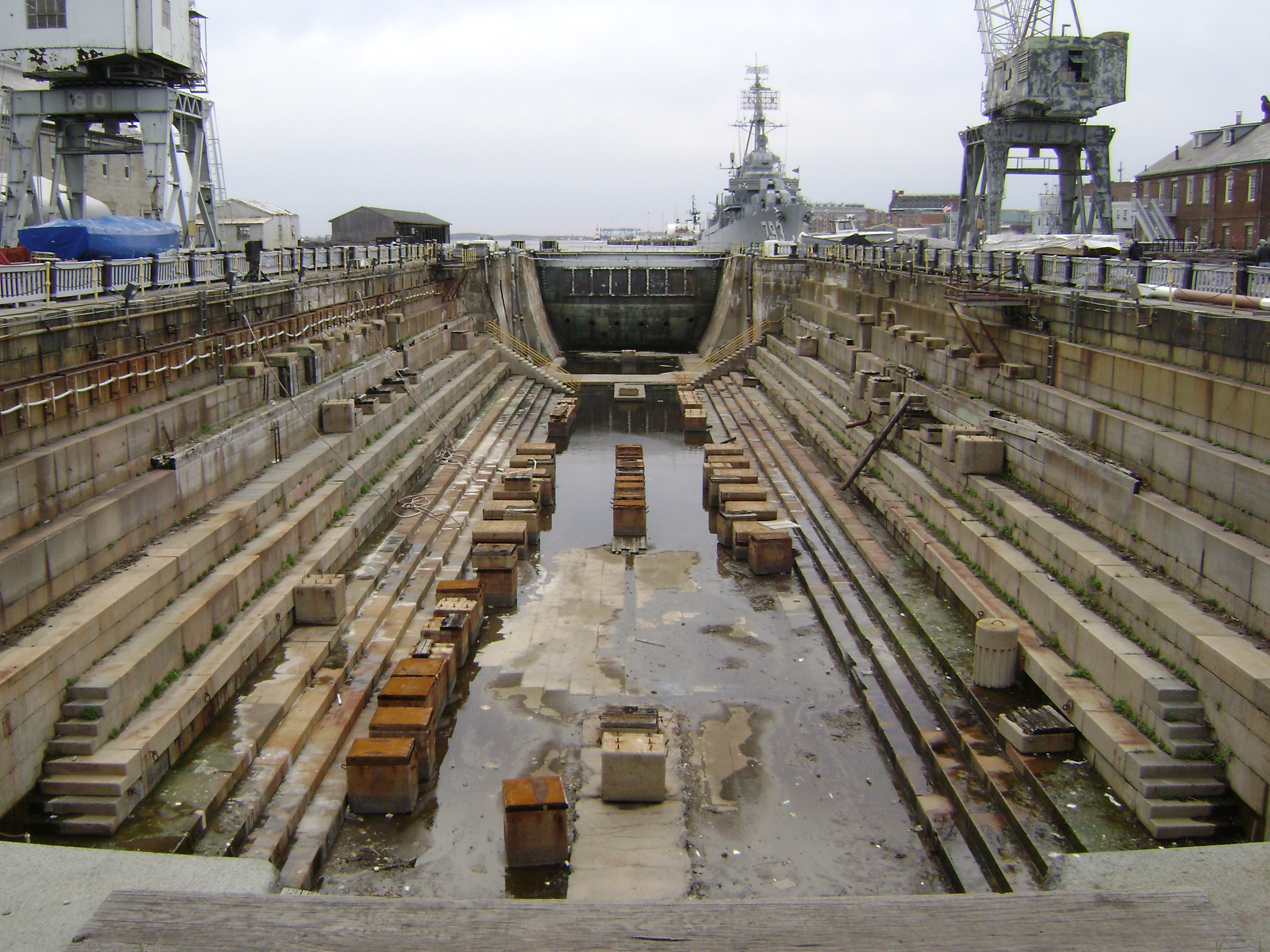
1番ドック

工廠はベトナム戦争の後に閉鎖された。工廠を再利用するため様々な案が考慮され、その中には石油タンカー建造施設として使用するというものもあったが、全てが失敗に終わった。結局工廠の跡地はボストン国立歴史公園の一部として管理されることとなった。その目的は「海軍の造船技術と歴史を後世に伝える」ことである。
チャールズタウン海軍工廠では多くのアトラクションが開催されている。現役艦であるコンスティチューションおよび博物館船のカッシン・ヤングは1番埠頭に係留され、一般に公開されている。工廠にはまた USS コンスティテューション博物館があり、様々な資料が公開されている。1番乾ドックは現在も使用されており、主に歴史的艦艇の整備を行っている。
工廠はフリーダムトレイルの北端に位置している。マサチューセッツ湾交通局のウォーター・シャトルが3番埠頭近くに停船し、多くの観光客が同シャトルを利用して訪れる。

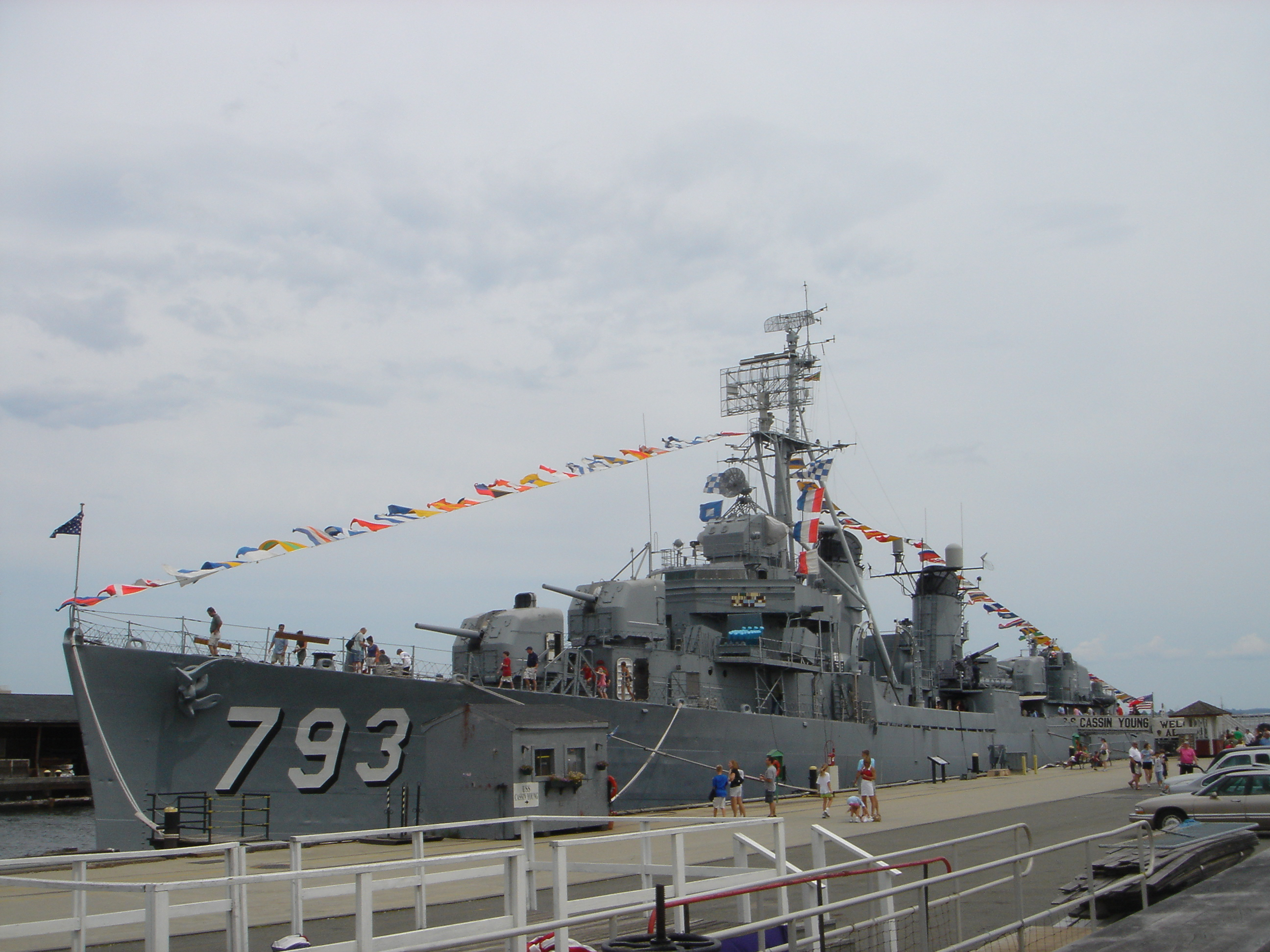
係留されるカッシン・ヤング (USS Cassin Young, DD-793)

## 参照
1. ↑  “National Register Information System”. National Register of Historic Places.   National Park Service. 2009年5月6日時点のオリジナルよりアーカイブ。2007年1月23日閲覧。
2. ↑  Charlestown Navy Yard, National Park Service Archived 2004年12月7日, at the Wayback Machine.
3. ↑  Historic Naval Ships Association Archived 2009年3月1日, at the Wayback Machine.
4. 1 2 3  Charlestown Navy Yard: The Shipyard on the Charles Archived 2007年1月1日, at the Wayback Machine.
5. 1 2  Silverstone, Paul H. U.S. Warships of World War II (1968) Doubleday & Company p.118
6. 1 2 3 4  Silverstone, Paul H. U.S. Warships of World War II (1968) Doubleday & Company p.124
7. 1 2 3  Silverstone, Paul H. U.S. Warships of World War II (1968) Doubleday & Company p.126
8. 1 2 3 4  Silverstone, Paul H. U.S. Warships of World War II (1968) Doubleday & Company p.132
9. 1 2 3 4 5 6 7 8  Silverstone, Paul H. U.S. Warships of World War II (1968) Doubleday & Company p.135
10. 1 2 3  Silverstone, Paul H. U.S. Warships of World War II (1968) Doubleday & Company p.140
11. ↑  Silverstone, Paul H. U.S. Warships of World War II (1968) Doubleday & Company p.141
12. 1 2 3 4 5  Silverstone, Paul H. U.S. Warships of World War II (1968) Doubleday & Company p.153
13. 1 2 3 4 5 6 7 8  Silverstone, Paul H. U.S. Warships of World War II (1968) Doubleday & Company p.155
14. 1 2 3 4 5 6 7  Silverstone, Paul H. U.S. Warships of World War II (1968) Doubleday & Company p.157
15. 1 2 3 4 5 6 7 8 9 10  Silverstone, Paul H. U.S. Warships of World War II (1968) Doubleday & Company p.175
16. ↑  “NEW ENGLAND: Bases for Sale”.  New England:  Time Incorporated (1974年7月1日). 2009年11月4日閲覧。